# Chlamydopsis myrmecophila
Chlamydopsis myrmecophila är en skalbaggsart som beskrevs av Michael S. Caterino 2003. Chlamydopsis myrmecophila ingår i släktet Chlamydopsis och familjen stumpbaggar. Inga underarter finns listade i Catalogue of Life.